# 大庄 (花蓮縣)

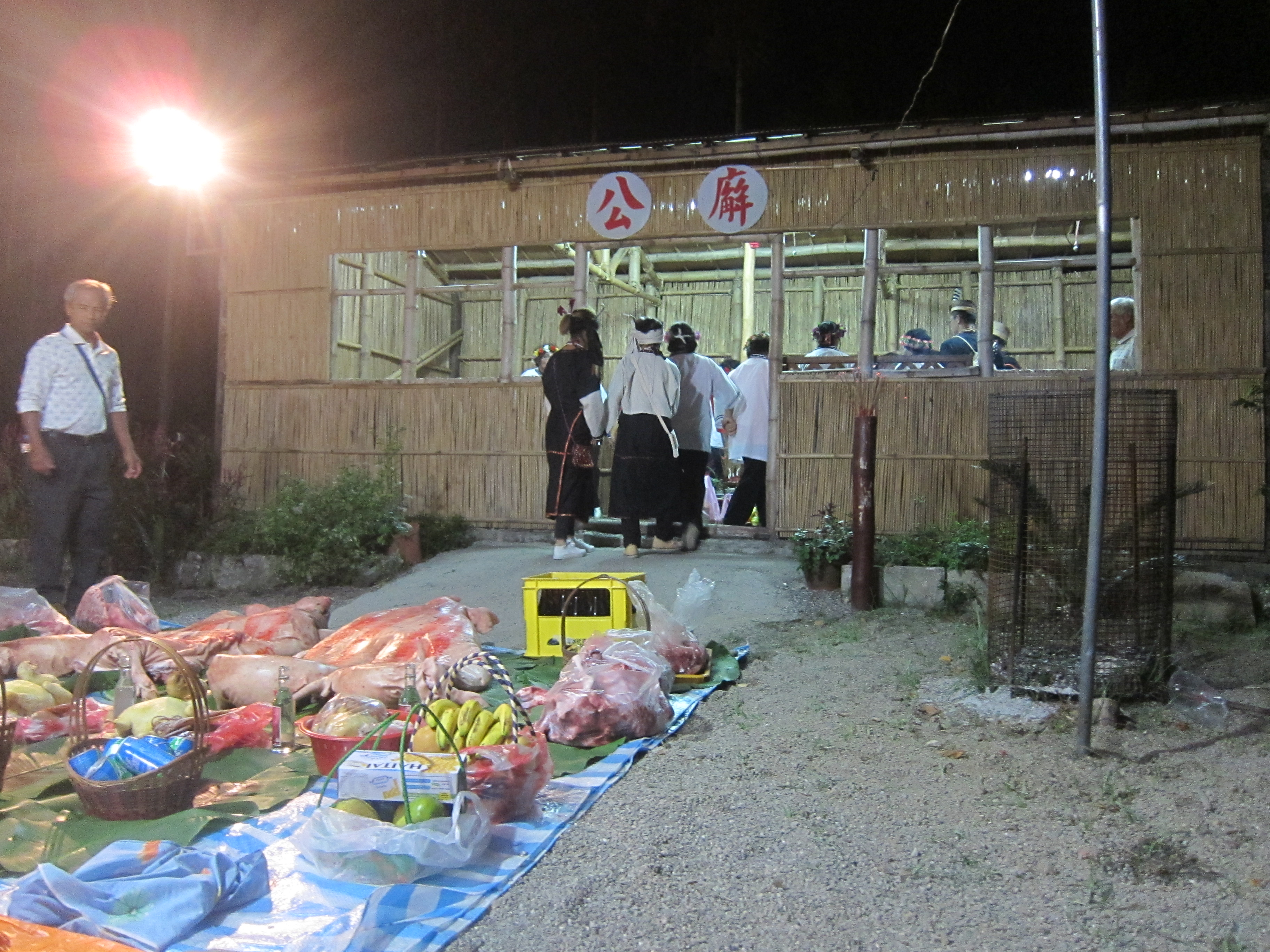
大庄大武壠族公廨。

大庄位於今花蓮縣富里鄉東里村，原為阿美族人的舊部落，後西元 1845 年（清道光 25 年間）由南部平埔族群遷居至此，清代至日治初年是該鄉人口最多的聚落，因而稱為「大庄」。多數居民為南瀛地區的西拉雅族與高雄甲仙、荖濃區的大武壠族及屏東地區馬卡道族，文化上主要呈現大武壠族祖靈信仰，於每年農曆 9 月 15 日舉行大武壠族夜祭，與台灣各地大武壠族部落同。
日治時期，日人稱大庄平埔族群為「大庄平埔族」，族人自稱 Taivoan、Taiburan 或 Tau、Makatau。民國之後一度被稱為「富里平埔族」，但族人一般自稱為「大滿人」或「瑯嶠人」。

## 歷史

### 清治時期
大庄等富里鄉村里之最早住民紀錄乃始於大武壠、馬卡道等平埔族群，西元 1845 至 1895 年為平埔族群遷入之最高峰，相關記載如下：
- 1845 年：屏東下淡水溪 3 社共 30 戶 300 餘人、高雄六龜（大武壠族）12 戶 70 餘人遷至東里。
- 1851 年：屏東赤山（馬卡道族）一批族人遷至東里。
- 1866 年：高雄旗山計 200 餘人遷至東里。
- 1868 年：屏東九塊厝一批人，輾轉經東里遷至石牌、明里、羅山、富里等地。

### 日治時期
昭和 7 年（1932）統計，當時大庄有平埔族群 771 人，計 122 戶，佔當地人口的 48％，為大庄最大之族群：
| 庄名 | 族籍   | 族籍 | 熟番 | 生番 | 福建人 | 廣東人 | 日本人 | 中國大陸 |
| ---- | ------ | ---- | ---- | ---- | ------ | ------ | ------ | -------- |
| 大庄 | 戶數   | 戶數 | 122  | 2    | 54     | 103    | 18     | 4        |
| 大庄 | 人口數 | 男   | 383  | 3    | 124    | 277    | 24     | 15       |
| 大庄 | 人口數 | 女   | 388  | 6    | 116    | 223    | 20     | 18       |
| 大庄 | 人口數 | 小計 | 771  | 9    | 240    | 500    | 44     | 33       |

## 另見
- 大武壠族